# Pancorius golufengensis
Pancorius golufengensis är en spindelart som beskrevs av Peng X., Yin C., Yan H. 1998. Pancorius golufengensis ingår i släktet Pancorius och familjen hoppspindlar. Inga underarter finns listade i Catalogue of Life.